# Pierre Voizard
Pierre Voizard, né le 22 août 1896 à Toul (Meurthe-et-Moselle) et mort le 21 décembre 1982 à Neuilly-sur-Seine, est un haut fonctionnaire français, ministre d'État de Monaco de 1950 à 1953, résident général de France en Tunisie de 1953 à 1954.

## Biographie
Pierre Jean Paul Charles Édouard Voizard naît en 1896 dans une famille lorraine ; son père était officier. À l'âge de 18 ans, en 1914, il s'engage dans l'armée, et un an plus tard, devient le plus jeune médaillé de la Première Guerre mondiale. En 1918, il est aviateur et, sur un Breguet 14, combat en Afrique du Nord les rebelles du calife Ben Aska[Qui ?].
Après la guerre, il entreprend des études de droit, puis commence une carrière de fonctionnaire. En 1932, il est nommé sous-préfet de Narbonne. En 1936, il est directeur du cabinet d'Albert Sarraut, ministre de l'Intérieur, mais ne reste que peu de temps à ce poste. De 1936 à 1939, il est préfet de l'Aude, nommé par le gouvernement du Front populaire. 
En 1939, il est nommé préfet de Seine-et-Marne. Lorsque les Allemands prennent possession de son département, il refuse de quitter Melun pour se consacrer à aider ses administrés. Ses relations avec l'occupant sont tendues, car il met toute son énergie à essayer de restaurer l'économie et l'agriculture du département, malgré les restrictions et les réquisitions. En 1940, il sauve une religieuse de Fontainebleau d'une condamnation à mort pour vol d'armes à l'occupant, en proposant de se faire enfermer avec elle tant qu'elle ne serait pas libérée. La même année, il refuse le poste de directeur de cabinet que lui propose le ministre de l'Intérieur de Vichy, Adrien Marquet, préférant se consacrer au département.
En 1941, Pierre Voizard est numéro un sur la liste des quatre préfets déclarés persona non grata en zone occupée par les Allemands ; le gouvernement de Vichy ne le soutient pas, car il est perçu comme un préfet nommé par le Front populaire. Le général Noguès, résident général de France au Maroc, l'appelle alors auprès de lui et on lui offre le poste de secrétaire général du protectorat. Là, il fréquente le général Juin. En 1943, le général de Gaulle veut l'éloigner de l'Afrique du Nord et lui propose un poste à la Guadeloupe. Voizard refuse et s'engage, à l'âge de 47 ans, comme sous-lieutenant dans les spahis. C'est ainsi qu'il participe à la campagne d'Italie avec le général Juin. Le 4 juin 1944, il est le premier soldat allié à pénétrer dans Rome libérée.
En 1945, Pierre Voizard est nommé administrateur général de la zone d'occupation française à Innsbruck, dans le Tyrol autrichien, collaborant alors avec le général Béthouart.
Du 1er août 1950 au 2 septembre 1953, il occupe les fonctions de ministre d'État à Monaco.
Le 2 septembre 1953, Georges Bidault requiert ses services pour succéder à Jean de Hauteclocque au poste de résident général de France en Tunisie. Cette nomination soulève l'opposition de François Mitterrand, alors ministre d'État, qui démissionne du gouvernement pour marquer son désaccord. Ce dernier pense que, pour faire face à la crise en Tunisie, il ne faut pas changer les hommes mais les méthodes. De plus, il voit en Voizard un proche de Juin et craint qu'il reproduise la politique marocaine de ce dernier en Tunisie. Une fois installé à la résidence, Pierre Voizard doit à la fois assurer la sécurité des colons français menacés par les fellagas et tenir compte des aspirations des nationalistes. Il propose des réformes institutionnelles qui donnent plus d'autonomie aux Tunisiens, mais elles sont rejetées à la fois par les colons, qui reprochent à Voizard un manque de fermeté, et par les Tunisiens, qui n'ont pas été consultés et qui aspirent à une indépendance complète. Le 30 juillet 1954, Pierre Mendès France le rappelle et le nomme grand officier de la Légion d'honneur en compensation.
En 1969, Voizard participe à une commission d'enquête sur la torture en Algérie. Les conclusions de son rapport qui filtrent dans la presse sont l'un des premiers éléments faisant la preuve de pratiques inhumaines durant cette période.
Pierre Voizard termine sa carrière comme membre honoraire du Conseil d'État. Il meurt le 21 décembre 1982 à Neuilly-sur-Seine, à l'âge de 86 ans.

### Décorations
- Grand officier de la Légion d'honneur (1954)
- Croix de guerre 1914–1918
- Croix de guerre 1939–1945
- Officier de l'ordre du Mérite maritime (1954)[6]
- Nichan Ahed el-Aman (Tunisie, 1954)[7]

Il a reçu la Francisque.